# Christa Lehmann
Christa Lehmann (szül. Ambros; Worms 1922.  – ?) német sorozatgyilkos. 

## Élete
1944 -ben Franz Lehmann felesége lett.
Évek később voltak viták és veszekedések alkoholista férjével és erőszakos viták a mostohaszülőkkel és megmérgezte férjét és apósát parathionnal.
Christa Lehmann összebarátkozott Annie Hamannal, a háborús özvegyasszonnyal, aki anyjával, Ruh Évával,  Walter testvérével,  és kilencéves lányával egy háztartásban élt.
Meg akart mérgezni Annie Hamann anyját mérgezett csokoládevel, de Anni megette a csokoládét és belehalt.
Hosszas vizsgálatok után mérget találtak Anni holttestében.
Christa Lehmannt letartóztatták és kihallgatták. Február 23-án beismerő vallomást tett.
A neuwiedi börtönben Lehmann többször megpróbálta kioltani az életét. 1971-ben átszállították a frankfurti női börtönbe. 23 év börtön után szabadult, majd megváltozott identitással, szabadságban élt.

## Áldozatok
- 1952. szeptember 27.: Franz Lehmann
- 1953. október 14.: Valentin Lehmann
- 1954. február 14./15.: Annie Hamann

## Fordítás
- Ez a szócikk részben vagy egészben  a   Christa Lehmann (Serienmörderin) című német Wikipédia-szócikk fordításán alapul.  Az eredeti cikk szerkesztőit annak laptörténete sorolja fel. Ez a jelzés csupán a megfogalmazás eredetét és a szerzői jogokat jelzi, nem szolgál a cikkben szereplő információk forrásmegjelöléseként.